# Алтанка
Алтанка (пољ. Altanka) је село у Пољској које се налази у војводству Мазовском у повјату Сохачевском у општини Сохачев.
Од 1975. до 1998. године ово насеље се налазило у Скјерњевацком војводству.